# Taipinus
Taipinus – rodzaj chrząszczy z rodziny stonkowatych i podrodziny Chrysomelinae.
Rodzaj ten wprowadzony został w 2007 roku przez Igora K. Łopatina jako monotypowy. Kolejne gatunki opisali w 2011 roku Mauro Daccordi i Ge Siqin.
Chrząszcze o zaokrąglonym i w widoku bocznym silnie wypukłym ciele długości od około 4 do około 6 mm. Ubarwienie ciemne i błyszczące. Głowa o trapezowatym nadustku, wklęśnięta między czułkami, wyposażona w duże żuwaczki. Głaszczki szczękowe o ostatnim członie dłuższym niż poprzedni, spiczasto stożkowatym. Silnie wypukłe przedplecze ma brzegi boczne u nasady poszerzone. Wypukłe, najszersze nieco za nasadą pokrywy opatrzone są rzędami punktów. Tylne skrzydła są zredukowane. Wyrostek przedpiersia bardzo szeroki. Genitalia samców z Y-kształtnym tegumenem, a spermateka samic U-kształtna.
Wszystkie znane gatunki są endemitami Chin.
Należą tu:
- Taipinus convexus Daccordi et Ge, 2011
- Taipinus elatus Daccordi et Ge, 2011
- Taipinus globosus Daccordi et Ge, 2011
- Taipinus rotundatus Lopatin, 2007